# ريتش تشو
ريتش تشو (بالإنجليزية: Rich Cho)‏ هو مدير عام أمريكي، ولد في 10 أغسطس 1965 في يانغون في ميانمار.